# Паул Парин
Пол Парин (Ползела, 20. септембар 1916 — Цирих, 18. мај 2009) био је швајцарски психоаналитичар, писац и етнолог.

## Биографија
Рођен је у Ползели, код Цеља, данашња Словенија, тада у саставу Аустроугарске, у породици асимилираних Јевреја. Студирао је медицину у Загребу, Грацу и Цириху. Године 1944. Парин је докторирао код Гвида Фанконија. У Цириху је упознао Голди Парин-Матеј са којом ће се вјенчати 1955. Крајем Другог светског рата њих двојe путују на ослобођену теритотију на југоистоку Југославије, гдје су се као добровољци и љекари придрућили југословенским партизанима. По повратку у Цирих, Парин завршава обуку за неуролога и психоаналитичара. Од 1952. Паул Парин је имао сопствену праксу као психоаналитичар у Цириху. У периоду од 1955. до 1971. Парин је направио шест истраживачких путовања у Западну Африку са супругом и психоаналитичарем Фрицом Моргенталером. Заједно са Џорџом Девером, Парин је постао суоснивач етнопсихоанализе. Од 1972. до 1979. године Парин је био психотерапеутски радник на Психијатријској универзитетској клиници у Цириху. Године 1992. добио је престижну награду "Ерих Фрид" за своја књижевна достигнућа, a 1999. међународну награду Зигмунд Фројд за психотерапију. Преминуо је у Цириху у својој 92. години живота.